# 7 agosto
Il 7 agosto è il 219º giorno del calendario gregoriano (il 220º negli anni bisestili). Mancano 146 giorni alla fine dell'anno.

## Eventi
- 1420 – Filippo Brunelleschi inizia la costruzione della cupola di Santa Maria del Fiore a Firenze
- 1427 – Guerre di Lombardia: la flotta viscontea è distrutta dai veneziani sul Po
- 1566 – Svizzera: fenomeno celeste di Basilea
- 1679 – Il brigantino Le Griffon, che venne commissionato da René Robert Cavelier, signore di La Salle, viene trainato alla foce del fiume Niagara, per diventare la prima nave a veleggiare nella parte settentrionale dei Grandi Laghi
- 1782 – George Washington ordina la creazione del distintivo al merito militare per onorare i soldati feriti in battaglia; verrà in seguito rinominato col nome più poetico di Purple Heart ("Cuore purpureo")
- 1789 – Viene fondato il Dipartimento della guerra degli Stati Uniti d'America
- 1794 – Inizia la Ribellione del Whiskey: gli allevatori della Monongahela Valley in Pennsylvania si ribellano contro la tassa federale sui liquori e i distillati
- 1814 – Con la bolla Sollicitudo omnium ecclesiarum papa Pio VII ricostituisce la Compagnia di Gesù
- 1819 – Simón Bolívar trionfa contro gli spagnoli nella battaglia di Boyacá
- 1884 – L'Africa Tedesca del Sud-Ovest viene ufficialmente dichiarata una colonia tedesca
- 1927 – Inaugurazione del Peace Bridge, tra Fort Erie (Ontario) e Buffalo (New York)
- 1931 – Ad Arezzo si disputa la prima edizione della Giostra del Saracino dell'era moderna
- 1942 – Seconda guerra mondiale, battaglia di Guadalcanal: i Marines iniziano la prima offensiva americana della guerra con uno sbarco a Guadalcanal nelle Isole Salomone
- 1944 – L'IBM inaugura il primo calcolatore controllato da un programma: lo Automatic Sequence Controlled Calculator, meglio noto come Harvard Mark I
- 1947 – La zattera in legno di balsa Kon-Tiki di Thor Heyerdahl si schianta contro la barriera corallina a Raroia, nelle isole Tuamotu, dopo un viaggio di circa 7000 km durato 101 giorni, attraverso l'oceano Pacifico, provando che le genti preistoriche potevano aver viaggiato dal Sud America
- 1953 – L'Ohio viene ammesso negli Stati Uniti d'America con un provvedimento retroattivo a partire dal 1803
- 1959 – Programma Explorer: gli USA lanciano la sonda Explorer 6 dalla base missilistica di Cape Canaveral (Florida)
- 1960 – La Costa d'Avorio ottiene l'indipendenza dalla Francia
- 1964 – Guerra del Vietnam: il Congresso degli Stati Uniti d'America passa la Risoluzione del Golfo del Tonchino, dando al presidente statunitense Lyndon B. Johnson ampi poteri di guerra per rispondere agli attacchi nordvietnamiti alle forze americane
- 1967 – Guerra del Vietnam: la Repubblica Popolare Cinese concorda nel concedere al Vietnam del Nord un'imprecisata quantità di aiuti in forma di sussidi
- 1974 – Philippe Petit cammina su un cavo d'acciaio teso tra le cime delle Twin Towers di New York
- 1976 – Programma Viking: la Viking 2 entra in orbita attorno a Marte
- 1978 – Il presidente statunitense Jimmy Carter dichiara l'emergenza federale a Love Canal
- 1981 – Il The Washington Star cessa l'attività dopo 128 anni di pubblicazione
- 1998 – Attentati alle ambasciate statunitensi del 1998: gli attentati alle ambasciate statunitensi di Dar es Salaam (Tanzania) e Nairobi (Kenya) uccidono 224 persone e ne feriscono oltre 4500
- 2005 – Il ministro delle finanze israeliano Benjamin Netanyahu rassegna le dimissioni e gli succede il vice premier Ehud Olmert: l'atto è una protesta contro il piano di sgombero delle colonie dalla Striscia di Gaza proposto da Ariel Sharon e approvato in via definitiva dal Consiglio dei ministri israeliano

## Nati
Ci sono circa 1 100 voci su persone nate il 7 agosto; vedi la pagina Nati il 7 agosto per un elenco descrittivo o la categoria Nati il 7 agosto per un indice alfabetico.

## Morti
Ci sono circa 440 voci su persone morte il 7 agosto; vedi la pagina Morti il 7 agosto per un elenco descrittivo o la categoria Morti il 7 agosto per un indice alfabetico.

## Feste e ricorrenze

### Civili
Nazionali:
- Colombia – Celebrazione della battaglia di Boyacá
- Costa d'Avorio – Giorno della repubblica (indipendenza dalla Francia nel 1960)
- Kiribati – Giorno della gioventù
- Samoa – Festa del lavoro

### Religiose
Cristianesimo:
- San Gaetano Thiene, sacerdote
- Sant'Afra di Augusta, martire
- Sant'Alberto degli Abati
- Santi Carpoforo, Essanto, Cassio, Severino, Secondo e Licinio, martiri
- San Donato d'Arezzo, vescovo e martire
- San Donato di Besançon, vescovo
- San Donaziano, vescovo di Chalons
- San Fausto di Milano, martire
- San Leodebodo, abate di Saint-Benoìt-sur-Loire
- San Miguel De La Mora y Mora, martire messicano
- San Victricio di Rouen, vescovo
- Santa Teodora di Sihla, anacoreta
- Beati Agatangelo da Vendôme e Cassiano da Nantes, cappuccini e martiri
- Beato Alberto da Sassoferrato, monaco camaldolese
- Beato Carlos Jorge (Dalmacio Bellota Perez), religioso lasalliano, martire
- Beato Edmund Bojanowski, fondatore delle Piccole ancelle dell'Immacolata Concezione
- Beato Eustaquio Luis (Luis Villanueva Montoya), religioso lasalliano, martire
- Beato Giordano Forzatè, abate benedettino
- Beata Isabel Remiñán Carracedo (María del Consuelo), vergine e martire
- Beati Martino di S. Felice (Giovanni Woodcock), Edoardo Bamber e Tommaso Whitaker, martiri
- Beato Nicola Postgate, martire
- Beato Teodosio Rafael (Diodoro Lopez Hernando), religioso lasalliano, martire
- Beati Tommaso Caccia e Matteo Nolli, francescani
- Beato Vincenzo dell'Aquila, religioso